# Leymus
Genre
Classification APG III (2009)
Leymus est un genre de plantes monocotylédones de la famille des Poaceae, sous-famille des Pooideae.
Ce sont des plantes herbacées vivaces, généralement rhizomateuses, pouvant atteindre 1,5 m de haut, originaires des régions tempérées de l'hémisphère nord, en Eurasie, notamment en Chine où existent 11 espèces endémiques, et en Amérique du Nord.
Le genre comprend  une cinquantaine d'espèces, souvent polyploïdes, allant de tétraploïdes (2n=4x=28) à octoploïdes (2n=8x=56) et dodécaploïdes (2n=12x=84). 
Certaines espèces sont utiles pour la fixation des dunes, quelques-unes sont des plantes ornementales.
Le nom générique, « Leymus », est une anagramme du nom d'un genre voisin, Elymus.

## Liste d'espèces
Selon World Checklist of Selected Plant Families (WCSP) (31 mars 2014)
- Leymus aemulans (Nevski) Tzvelev (1960)
- Leymus ajanensis (J.J.Vassil.) Tzvelev (1972)
- Leymus akmolinensis (Drobow) Tzvelev (1960)
- Leymus alaicus (Korsh.) Tzvelev (1960)
- Leymus altus D.F.Cui (1996)
- Leymus ambiguus (Vasey & Scribn.) D.R.Dewey (1983)
- Leymus angustus (Trin.) Pilg. (1947)
- Leymus arenarius (L.) Hochst. (1848)
- Leymus aristiglumis L.B.Cai, Bull. Bot. Res. (1997)
- Leymus × buriaticus Peschkova (1985)
- Leymus cappadocicus (Boiss. & Balansa) Melderis (1984)
- Leymus chinensis (Trin.) Tzvelev, Trudy Bot. Inst. Akad. Nauk S.S.S.R. (1968)
- Leymus cinereus (Scribn. & Merr.) Á.Löve (1980)
- Leymus condensatus (J.Presl) Á.Löve (1980)
- Leymus crassiusculus L.B.Cai (1995)
- Leymus divaricatus (Drobow) Tzvelev (1960)
- Leymus duthiei (Stapf ex Hook.f.) C.Yen, J.L.Yang & B.R.Baum (2009)
  - variété Leymus duthiei var. duthiei
  - variété Leymus duthiei var. japonicus (Hack.) C.Yen, J.L.Yang & B.R.Baum (2009)
- Leymus erianthus (Phil.) Dubc. (1997)
- Leymus × fedtschenkoi Tzvelev (1972)
- Leymus flavescens (Scribn. & J.G.Sm.) Pilg. (1947)
- Leymus flexilis (Nevski) Tzvelev (1960)
- Leymus flexus L.B.Cai (1995)
- Leymus innovatus (Beal) Pilg. (1947)
- Leymus × jenisseiensis (Turcz.) Tzvelev (1973)
- Leymus karelinii (Turcz.) Tzvelev (1972)
- Leymus komarovii (Roshev.) J.L.Yang & C.Yen (2009)
- Leymus kopetdaghensis (Roshev.) Tzvelev (1960)
- Leymus lanatus (Korsh.) Tzvelev (1969 publ. 1970)
- Leymus latiglumis Tzvelev (1972)
- Leymus leptostachyus L.B.Cai & X.Su, Bull. Bot. Res. (2007)
- Leymus mollis (Trin.) Pilg. (1947)
- Leymus multicaulis (Kar. & Kir.) Tzvelev (1960)
- Leymus × multiflorus (Gould) Barkworth & R.J.Atkins (1984)
- Leymus mundus L.B.Cai & X.Su, Bull. Bot. Res. (2007)
- Leymus nikitinii (Czopanov) Tzvelev (1973)
- Leymus obvipodus L.B.Cai (2000)
- Leymus ordensis Peschkova (1985)
- Leymus paboanus (Claus) Pilg. (1947)
- Leymus pacificus (Gould) D.R.Dewey (1983)
- Leymus paucispiculus L.B.Cai (2006)
- Leymus pendulus L.B.Cai (2000)
- Leymus pishanicus S.L.Lu & Y.H.Wu, Bull. Bot. Res. (1992)
- Leymus pluriflorus L.B.Cai & Tong L.Zhang (2009)
- Leymus pseudoracemosus C.Yen & J.L.Yang (1983)
- Leymus pubinodis (Keng) Á.Löve (1984)
- Leymus racemosus (Lam.) Tzvelev (1960)
- Leymus × ramosoides Tzvelev (1973)
- Leymus ramosus (K.Richt.) Tzvelev (1960)
- Leymus ruoqiangensis S.L.Lu & Y.H.Wu, Bull. Bot. Res. (1992)
- Leymus salina (M.E.Jones) Á.Löve (1980)
- Leymus secalinus (Georgi) Tzvelev, Trudy Bot. Inst. Akad. Nauk S.S.S.R. (1968)
- Leymus shanxiensis G.H.Zhu & S.L.Chen (2006)
- Leymus sibiricus (Trautv.) J.L.Yang & C.Yen (2009)
- Leymus × sphacelatus Peschkova (1985)
- Leymus spiniformis L.B.Cai & X.Su, Bull. Bot. Res. (2007)
- Leymus tianschanicus (Drobow) Tzvelev (1960)
- Leymus triticoides (Buckley) Pilg. (1947)
- Leymus × tuvinicus Peschkova (1985)
- Leymus × vancouverensis (Macoun ex Vasey) Pilg. (1947)
- Leymus villosissimus (Scribn.) Tzvelev (1960)
- Leymus yiunensis N.R.Cui & D.F.Cui (1996)